# St. George's School, Ascot
La St. George's School (école Saint-Georges) est un établissement scolaire britannique de la ville d'Ascot, dans le Berkshire, en Angleterre. Il fut initialement fondé comme une école pour garçons de 8 à 13 ans, puis devint un pensionnat pour jeunes filles.

## Histoire
L’école est fondée en 1877 comme école préparatoire pour garçons. Parmi ses anciens élèves on compte le futur premier ministre Winston Churchill.
En 1904 elle devient une finishing school pour jeunes filles sous la direction de Miss Pakenham-Walsh. En 1923 Miss Anne Loveday reprend la direction de l’établissement. En 1927 elle est reconnue par le Department of Education. En 1932 une piscine est construite et en 1943 les installations sportives sont agrandies avec des courts de tennis et des terrains de jeux. De 1939 à 1945 l’école continue à fonctionner et des abris antiaériens sont aménagés.

## Anciens élèves
- Princesse Beatrice d'York[1] (née en 1988)
- Lady Davina Lewis (née en 1977), fille ainée du prince Richard, duc de Gloucester
- Rebecca Gethings
- Lady Rose Gilman (née en 1980), fille cadette du prince Richard
- Victoria Smurfit

Anciens élèves masculins
- Niall Campbell, 10e duc d'Argyll
- Winston Churchill, premier ministre du Royaume-Uni
- Claud Schuster, premier baron Schuster